# 安徽三星化工
安徽三星化工有限責任公司，位于安徽省亳州市涡阳县，是河南煤業化工集團旗下公司。1970年成立，主要生產跨化肥、精细化工、机械、塑料加工、发电等業務。旗下物流業務安徽三星国龙物流有限责任公司。
2007年，被永城煤電集團收購。永煤集团与三星化工29个自然人股东合作，永煤集团控股51%，29个自然人股东占49%。2008年下半年，在永煤集团派出财务总监李书臣、副总黄克东的操纵下，三星化工自然人股东张爱民、苗超群（挂职干部）、王丽娟、王景华、张志发等10余人被永煤集团暗中收买，封官许愿，凌晨两点背地里达成股权转让协议，然后以上大项目、建煤化工基地为诱耳让地方政府支持永煤集团的本次收购。在地方政府的强大压力下，其余自然人股东被迫出卖股权，2008年底，所有自然人股东被迫转让股权，永煤集团完成了本次收购。目前地方政府正等着永煤集团上大项目、建化工基地。2009年，和另外3家企業合併，組成河南煤業化工集團。

## 連結
- 安徽三星化工有限責任公司
- 河南煤业化工集团：在兼并重组中提升竞争力[永久]